# Mustapha El Kasri
 (avril 2009).
Si vous disposez d'ouvrages ou d'articles de référence ou si vous connaissez des sites web de qualité traitant du thème abordé ici, merci de compléter l'article en donnant les références utiles à sa vérifiabilité et en les liant à la section « Notes et références ».
Mustapha El Kasri né le 1er janvier 1923 à Casablanca, et décédé le 11 février 2009 à Rabat à l'âge de 86 ans, est un homme de lettres.

## Parcours
Il a fait ses études primaires et secondaires, a débuté en 1944, comme enseignant à l'école Prince Moulay Al-Hassan à Casablanca. En 1951, il collabora avec le journal Arraây Al-Aam.
Lors des événements de Casablanca en 1952 et de la campagne de répression contre les nationalistes, le défunt avait été arrêté et emprisonné par les autorités du protectorat à plusieurs reprises, notamment le 20 août 1953, le jour de déportation du roi Mohammed V, et sera transféré dans le sud marocain en 1955, où il a été placé en résidence surveillée.
Après l'indépendance, il est chargé de mission auprès du ministre du Travail et des Affaires sociales. Il dirigea peu après le journal Arraây Al-Aam et assumera aussi la rédaction en chef du journal Démocratie. En 1962, il est nommé directeur de l'École nationale des postes et télécommunications.
En 1966, il est nommé secrétaire général du Comité consultatif maghrébin, dont le siège était à Tunis. En 1973, il sera chargé de mission auprès du Premier ministre. En 1974, il est nommé ministre plénipotentiaire près de l'ambassade du Maroc à Washington.
Le 1er novembre 1977, il est nommé secrétaire général du ministère de l'Information, poste qu'il va assurer jusqu'en 1981, avant d'être nommé attaché de mission au cabinet royal, avec le grade de secrétaire général des administrations publiques. Il a exercé, parallèlement, les fonctions de directeur de cabinet du directeur général de l'Organisation du monde islamique pour l'éducation, les sciences et la culture (1982-1986).

## Œuvres
Il est l'auteur de textes littéraires et d'essais comme critique d'art ainsi que de traductions, en langue arabe ou française, de plusieurs œuvres d'hommes de lettres de renom.

### Traduction en arabe
Il est le premier traducteur arabe de l'œuvre d'Antoine de Saint Exupéry Le Petit Prince et Les Fleurs du mal de Charles Baudelaire. Il a également traduit en langue arabe Les Caractères de La Bruyère, Les Maximes de François de la Rochefoucauld, des poèmes de Saint-John Perse, de Mallarmé, Paul Valéry, Victor Hugo, de l'Espagnol Federico García Lorca, de l'Indien Rabindranath Tagore et en langue française des poèmes de Nizar Kabbani,.

### Monographie
- Il est aussi l'auteur d'une monographie en langue arabe sur la rose, Kitab Al Ward, et de monographies, notamment sur le peintre Farid Belkahia[4].

### Encyclopédie
- Fin érudit, il a coréalisé avec Brigitte Fournaud, une encyclopédie Connaissance du Maroc (12 volumes - éd. Okad), dirigé deux volumes de la Grande Encyclopédie du Maroc et collaboré pour 7 volumes du Mémorial du Maroc de feu Larbi Essakalli.

## Galerie

Ambassade du Maroc à Tunis en 1970

## Décès
Il décédé le 11 février 2009 à Rabat à l'âge de 86 ans et inhumé jeudi au cimetière Chouhada à Rabat,,.

## Postériorité
2012
- Fête de la rentrée universitaire : L’œuvre du poète Mustapha El Kasri à l’honneur[8].